# Crataegus pennsylvanica
Crataegus pennsylvanica — вид квіткових рослин із родини трояндових (Rosaceae).

## Біоморфологічна характеристика
Це дерево чи кущ 70–80 дм заввишки. Нові гілочки густо-запушені, 1-річні гілочки жовтувато-брунатні, старші сірі; колючки на гілочках відсутні або мало, зазвичай загнуті, 2-річні блискучі від темно-коричневого до чорного кольору, від міцних до більш тонких, 3–5 см. Листки: ніжки листків 30–35% від довжини пластини, густо запушені молодими, рідко дозрілими, часто розріджено залозисті; пластини від широко-яйцеподібних до яйцювато-дельтоподібних, 6–10 см, основа від широко клиноподібної до зрізаної, часток по 4–6 на кожному боці, краї гострі пилчасті, нижня поверхня розріджено-шершаво-запушена молодою, потім ± гола, жилки зрілими волосисті, верх густо притиснуто запушений молодим. Суцвіття 8–20-квіткові. Квітки 17–21 мм у діаметрі; гіпантій густо запушений; чашолистки вузько-трикутні, 7–8 мм; тичинок 5 або 6 або 10 пиляки від кремового до ніжно-рожевого або лососевого забарвлення. Яблука яскраво-червоні, майже кулясті, 10–12 мм у діаметрі, густо ворсинчасті. Період цвітіння: травень і червень; період плодоношення: вересень і жовтень.

## Ареал
Зростає на сході США (Делавер, Меріленд, Нью-Джерсі, Огайо, Пенсильванія, Західна Вірджинія) і в Онтаріо, Канада.
Населяє чагарники, сукцесійні поля, відкриті ліси, паркани; висота зростання: 10–200 метрів.

## Використання
Плоди вживають сирими чи приготованими чи сушать. Плід приємний напівсолодкий.
Хоча конкретних згадок про цей вид не було помічено, плоди та квіти багатьох видів глоду добре відомі в трав'яній народній медицині як тонізувальний засіб для серця, і сучасні дослідження підтвердили це використання. Зазвичай його використовують у вигляді чаю чи настоянки.
Деревина важка, надзвичайно тверда, міцна і дрібнозерниста. Там, де зустрічається деревина достатнього діаметру, вона часто дуже цінується для використання в токарній справі і традиційно використовується для таких цілей, як виготовлення ручок для інструментів, киянок та інших дрібних предметів.

## Галерея

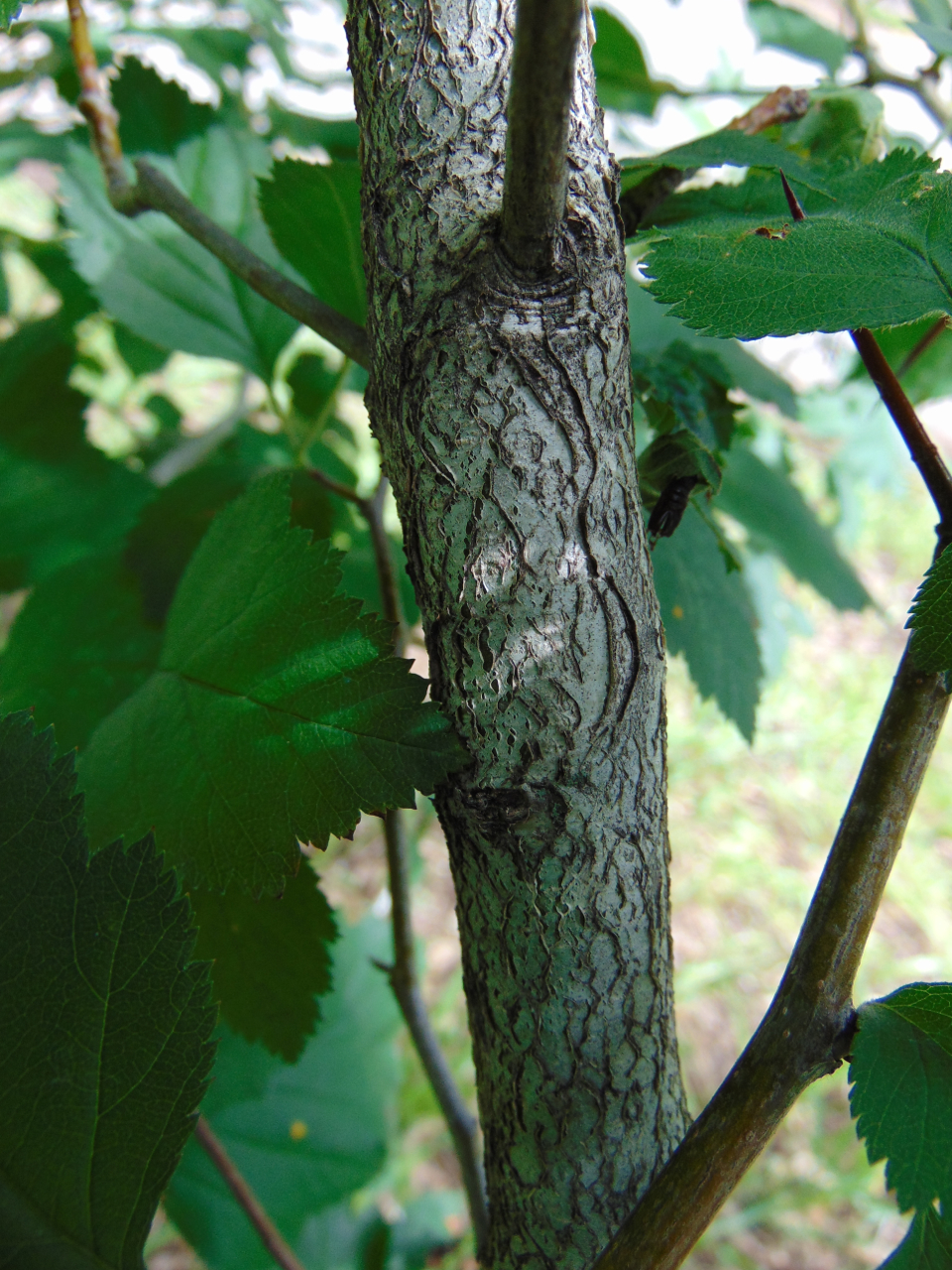
стовбур
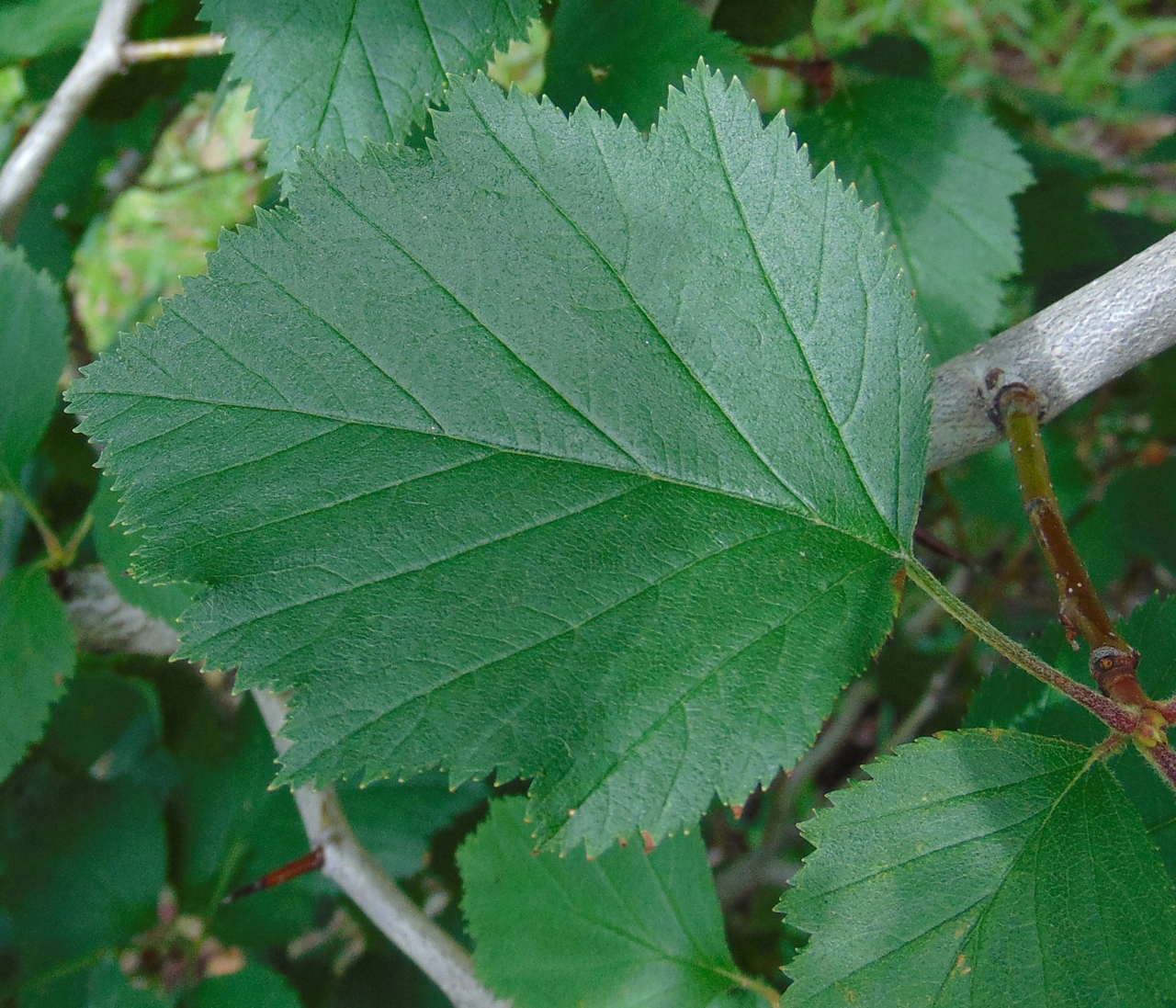
листок
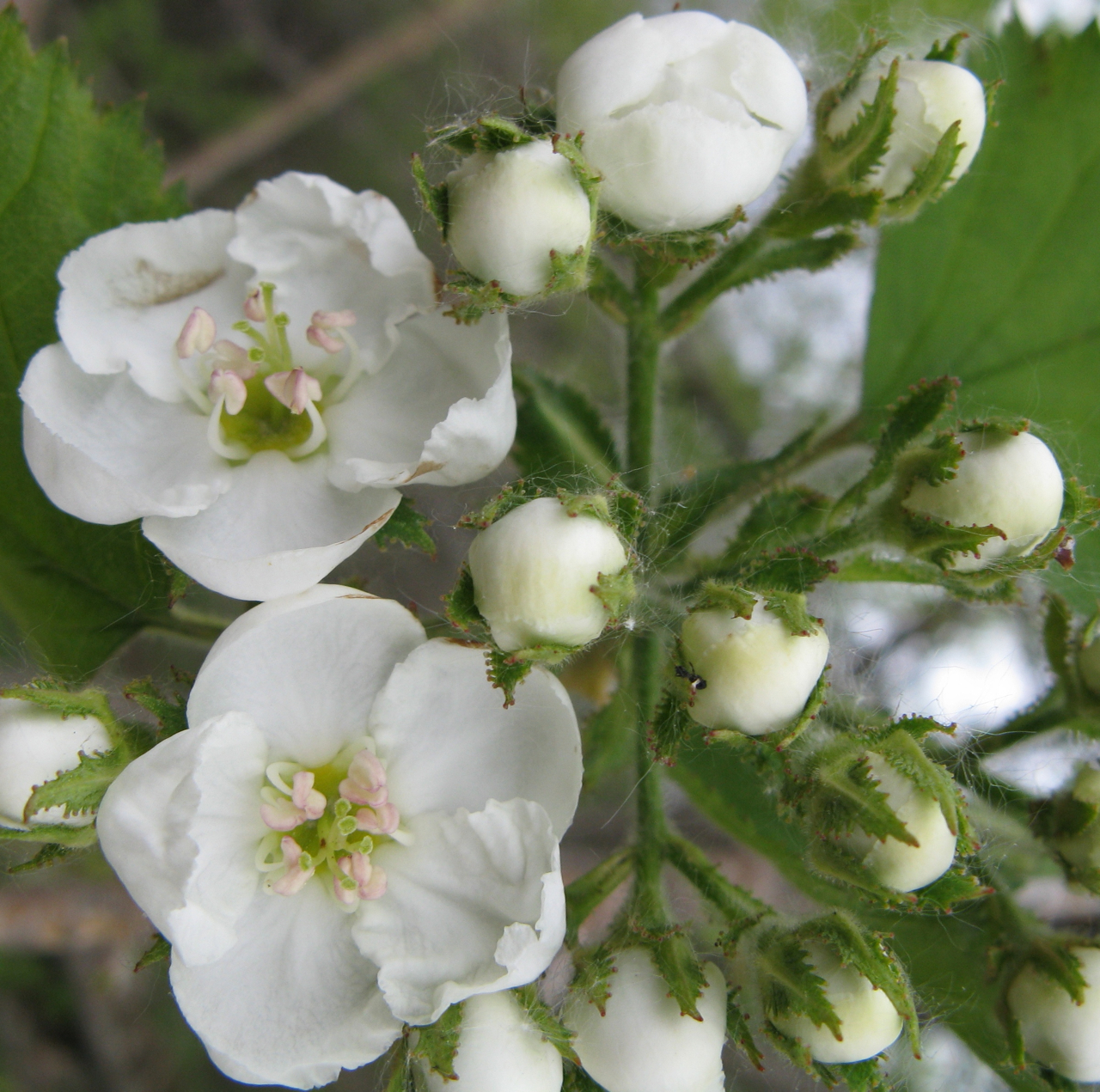
квіти